# Anschlag in Whakatāne
Bei einem Anschlag in Whakatāne wurde am 4. Februar 2016 das Wahlkreisbüro der Ministerin für Social Development, Anne Tolley, in der Stadt Whakatāne, im Nordosten der Nordinsel von Neuseeland beschädigt.

## Tathergang
Unbekannte warfen durch eine zuvor beschädigte Glaseingangstür zwei Molotowcocktails in die Büroräume der Ministerin. Gegen 6:10 Uhr wurden die Polizei und Feuerwehr benachrichtigt. Durch das Feuer entstand nur ein geringer Sachschaden, doch der Schaden, der durch die Rauchentwicklung entstand, war beträchtlich. Ein Graffiti neben dem Eingang zum Büro wies auf den Grund des Anschlags hin. „Fuck TPPA & Jhon Key“ wurde an das Gebäude gesprüht, wobei der Vorname des seinerzeitigen Premierminister John Key falsch geschrieben wurde. Der Anschlag sollte damit vermutlich den Protest gegen das Abkommen Trans-Pacific Partnership (TPP), das auch als Trans-Pacific Partnership Agreement (TPPA) bezeichnet wird, ausdrücken. Ein Bekennerschreiben erhielt die Polizei nicht. Die Täter blieben unerkannt.
Am Tag zuvor fand in Whakatāne ein friedlicher Protest gegen das Abkommen statt. Am Tag nach dem Anschlag kamen Verantwortliche der Protestveranstaltung zu der Ministerin und machten deutlich, dass sie diese Art des Protestes ablehnen.
Dem Anschlag war bereits drei Tage zuvor ein Anschlag auf das Büro des damaligen Ministers für Verteidigung Gerry Brownlee in Christchurch vorausgegangen, bei dem Unbekannte Benzin in den Räumen seines Büros ausgossen.